# Vritra
Vritra (sànscrit वृत्र, vṛtra, lit. "embolcall") és una serp, drac o dimoni vèdic de l'hinduisme, la personificació de la sequera i adversari d'Indra. Vritra s’identifica com un Asura. Vritra també era conegut als Veda com a Ahi (sànscrit अहि ahi, lit. "serp"). Apareix com un drac que bloqueja el curs dels rius i és mort heroicament per Indra.

## Versió vèdica

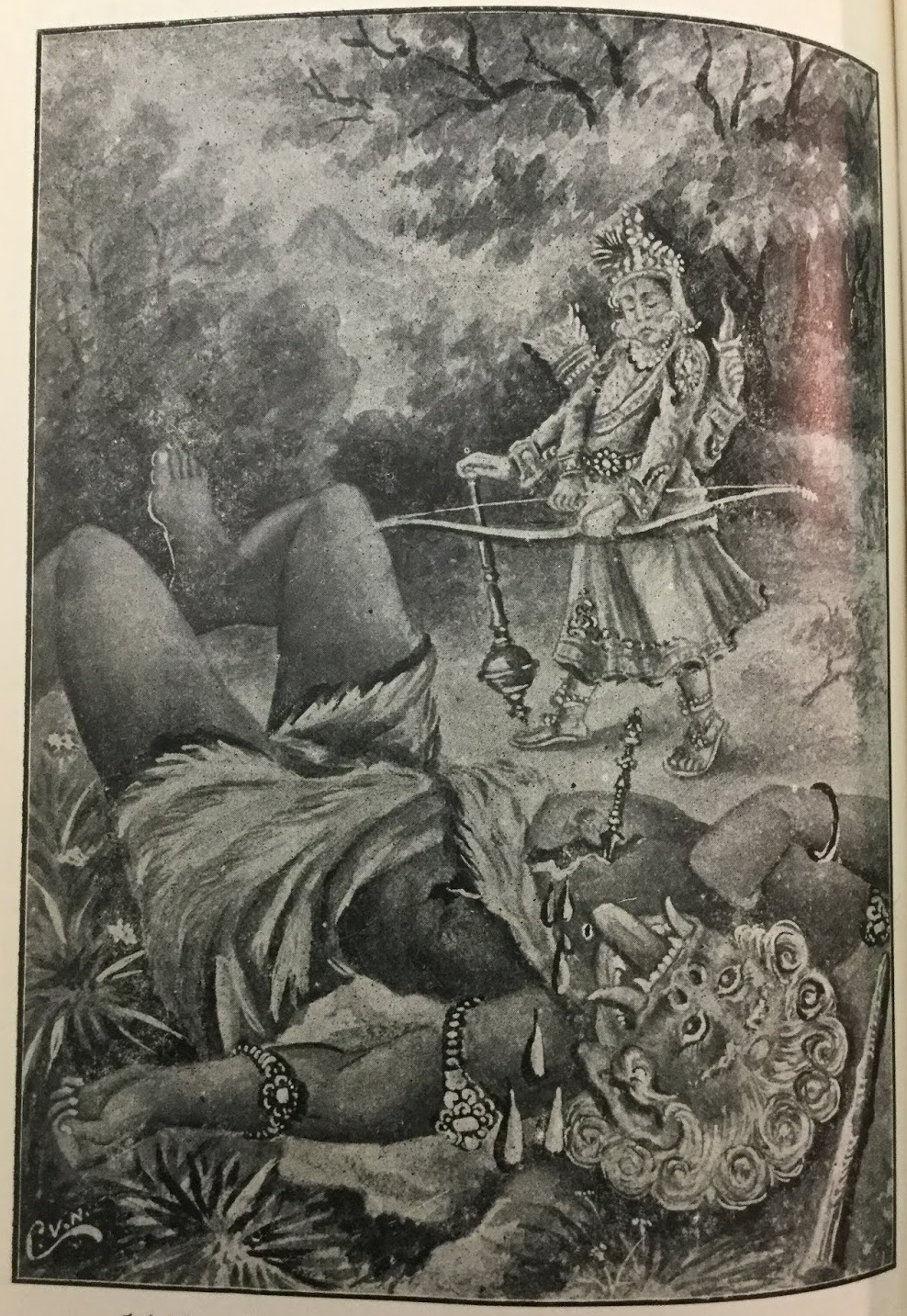
Indra mata Vrttirasura (història de Rigveda, apareguda a Bhagavatha)

Segons el Rigveda, Vritra va mantenir les aigües del món captives fins que va ser mort per Indra, que va destruir les 99 fortaleses de Vritra (tot i que les fortaleses de vegades s’atribueixen a Sambara) abans d'alliberar els rius empresonats. El combat va començar poc després del naixement d'Indra, i ell havia begut un gran volum de Soma a casa de Tvashtri per donar-li poder abans de fer front a Vritra. Tvashtri va formar el raig (Vajra) per Indra, i Vixnu, quan se li va demanar de fer-ho per Indra, va fer espai per a la batalla fent tres grans passos pels quals es va fer famós Vixnu.
Vritra va trencar les dues mandíbules d'Indra durant la batalla, però va ser derrotat per Indra i, en caure, va aixafar les fortaleses que ja havien estat destrossades. Per aquesta gesta, Indra es va conèixer com a "Vṛtrahan" (lit. "assassí de Vritra" i també com a "assassí del primogènit dels dracs"). La mare de Vritra, Danu, que també era la mare dels danavà raça d'Asura, a continuació, va ser atacat i derrotat per Indra amb el seu raig. En una de les versions de la història, tres Deva (Varuna, Soma i Agni) van ser forçats per Indra a ajudar-lo en la lluita contra Vritra, mentre que abans havien estat al costat de Vritra (a qui van anomenar " Pare ").
L'himne 18 de Mandala IV proporciona el relat més elaborat de la versió vèdica. Els versos descriuen els esdeveniments i circumstàncies que van conduir a la batalla entre Indra i Vritra, la batalla en si i el resultat de la batalla.

## Versions puràniques i posteriors
Com es va explicar a la narració donada al rei Yudhishthira al Mahabharata, Vritra era un dimoni creat pel déu artesà Tvashta per venjar la mort del seu fill per Indra, conegut com a Triśiras o Viśvarūpa. Vritra va guanyar la batalla i va empassar-se Indra, però els altres déus el van obligar a vomitar Indra. La batalla va continuar i Indra es va veure forçat a fugir. Vishnu i els rishis (savis) van negociar una treva, amb Indra jurant que no atacaria Vritra amb res de metall, fusta o pedra, ni res que estigués sec o humit, ni durant el dia ni la nit. Indra va utilitzar l'escuma (on Vishnu havia entrat per assegurar la victòria) de les ones de l'oceà per matar-lo al crepuscle.
Srimad Bhagavatam reconeix a Vritra com un bhakta (devot) de Vishnu que va ser assassinat només a causa del seu fracàs en la vida piadosa i sense agressions. Aquesta història corre així:
SB 6.9.11: Després de la mort de Visvarupa, el seu pare, Tvashta, va realitzar cerimònies rituals per matar Indra. Va oferir oblacions en el foc de sacrifici, dient: "Oh, enemic d'Indra, floriu per matar el vostre enemic sense demora".
SB 6.9.12: Després, des del costat sud del foc sacrificial conegut com a Anvaharya va sortir una personalitat temible que semblava el destructor de tota la creació al final del mil·lenni.
SB 6.9.13-17: Com fletxes alliberades en les quatre direccions, el cos del dimoni creixia dia rere dia. Alt i negre, apareixia com un turó cremat i era tan brillant com un conjunt de núvols al vespre. Els cabells del cos del dimoni, la barba i el bigoti tenien el color del coure fos, i els seus ulls es perforaven com el sol del migdia. Semblava inexpugnable, com si sostenís els tres mons a les puntes del seu trident ardent. Ballant i cridant amb veu forta, feia tremolar tota la superfície de la terra com si fos d'un terratrèmol. Mentre badava una vegada i una altra, semblava que intentés empassar-se tot el cel amb la boca, que era tan profunda com una cova. Semblava llepar totes les estrelles del cel amb la llengua i menjar-se l'univers sencer amb les seves dents llargues i afilades. En veure aquest gegantí dimoni, tothom, amb molta por, corria aquí i allà en totes direccions.
SB 6.9.18: Aquell dimoni tan temible, que en realitat era el fill de Tvashta, va cobrir tots els sistemes planetaris a força d'austeritat. Per tant, va ser nomenat Vritra, o aquell qui ho cobreix tot.
Vritra es va convertir en el cap dels Asuras (representats com a inherents demoníacs, en oposició a la versió vèdica en què poden ser déus o dimonis). Va renunciar al seu dharma -deure- de fer el bé als altres i es va convertir en la violència, lluitant contra els Deva. Finalment, va guanyar el domini i els Deva es van espantar del seu mal poder. Dirigits per Indra, es van apropar a Lord Vixnu per demanar ajuda. Els va dir que Vritra no podia ser destruït per mitjans ordinaris, revelant que només una arma feta dels ossos d'un savi podia matar-lo. Quan les deïtats van revelar els seus dubtes sobre la probabilitat que un asceta donés el seu cos, Vishnu els va dirigir a apropar-se al rishi Dadhichi. Quan es va acostar als déus, Dadhichi va renunciar alegrement als seus ossos per la causa del bé, afirmant que seria millor que els seus ossos els ajudessin a assolir la victòria que a podrir-se a terra. Els Deva van recollir els ossos i Indra els va elaborar el Vajrayudha. Quan van tornar a comprometre Vritra, la batalla va durar 360 dies abans que Vritra expirés.
Segons les referències puranes (Mahabharat), la terrible personificació antropomorfa de Brāhmanahatya (brahmanicida) va perseguir Indra i el va obligar a amagar-se pel seu pecat, i Nahusha va ser convidat a prendre el seu lloc.

## Budisme
Al cànon Pali, s’al·ludeix a Vritra quan Buda s’adreça a Śakra amb el títol de "Vatrabhū".